# Сент Пол (Арканзас)
Сент Пол (енгл. St. Paul) град је у америчкој савезној држави Арканзас.

## Демографија
По попису из 2010. године број становника је 113, што је 50 (-30,7%) становника мање него 2000. године.
| Група             | 2000.       | 2010.       |
| Белци             | 156 (95,7%) | 112 (99,1%) |
| Афроамериканци    | 0 (0,0%)    | 0 (0,0%)    |
| Азијати           | 0 (0,0%)    | 0 (0,0%)    |
| Хиспаноамериканци | 7 (4,3%)    | 1 (0,9%)    |
| Укупно            | 163         | 113         |